# Djebel Chambi
El Djebel Chambi (pronunciado /dʒebɛl ʃɑ̃bi/; en árabe: جبل الشعانبي‎, romanizado: Jabal ash-Sha‘ānabī) es, con sus 1544 m s. n. m., la montaña —djebel—más alta de Túnez, situada al extremo de los montes Atlas. Desde 1981 sus inmediaciones están protegidas como parque natural y desde 1977 como reserva de la biosfera.